# 華油能源控股
華油能源控股有限公司，簡稱華油能源控股（英語：SPT Energy Group Inc.，港交所：1251），於1998年由王廷錦、董傑臣等人創立，名為「北京华油油气技术开发有限公司」。
而業務則在全球經營覆盖油藏研究、钻井、完井、试井以及油气生产相关服务（如油气增产）、修井及其它相关服务。
而股份則在2011年12月23日於香港交易所主板上市，招股價為1.63港元，全球發售為3.35億股，而集資額為5-6億港元。
而董事長和首席執行官為王國強，總部位於北京市西城区德外大街83号德胜国际中心。

## 連結
- SPT.cn